# The Battle: Roar to Victory
The Battle: Roar to Victory (Originaltitel: Bongodong Jeontu) ist ein südkoreanischer Kriegsfilm von Won Shin-yeon aus dem Jahr 2019. Der Film handelt von der Schlacht von Bongodong (auch chinesisch als Fengwudong bezeichnet) in der koreanisch-mandschurisch-russischen Grenzregion. Diese fand statt vom 6. bis 7. Juni 1920. Es war eine der ersten heimischen Operationen der koreanischen Unabhängigkeitsarmee.

## Handlung
Seit 1910 steht Korea unter japanischer Herrschaft. Am 1. März 1919 kam es Unabhängigkeitsmärschen in ganz Korea, die von der japanischen Besatzungsmacht blutig niedergeschlagen wurden. 1920 sollte ein japanisches Bataillon den koreanischen Widerstand in der Grenzregion vernichten, um die Wege zwischen Shanghai und Korea zu unterbinden, auf denen Geldmittel und Menschen geschmuggelt wurden.
Die koreanische Unabhängigkeitsarmee führt eines Mission durch, um Geldmittel zur Provisorischen Regierung der Republik Korea in Shanghai zu bringen. Dabei stoßen sie mit Hauptmann Lee Jang-ha zusammen. Hae-chul hatte ihn früher trainiert. Jang-ha ist auf einer Mission, die Gegend Samdunja zu verteidigen.

## Rezeption
Der Film startete am 7. August 2019 in den südkoreanischen Kinos und erreichte mehr als 4,7 Mio. Kinobesucher.

## Auszeichnungen
Daejong-Filmpreis 2020
- Auszeichnung in der Kategorie Beste Kameraführung für Kim Yeong-ho